# الحزب الليبرالي القومي (ألمانيا)
الحزب الليبرالي القومي (بالألمانية: Nationalliberale Partei)‏ هو حزب ليبرالي ألماني تأسس في 12 فبراير 1867، وهو ينتمي إلى كل من الاتحاد الألماني الشمالي والإمبراطورية الألمانية التي ازدهرت خلال الفترة مابين 1867و 1918.[بحاجة لمصدر]
خلال حركة توحيد ألمانيا والتي كانت بقيادة البروسية، أصبح الحزب الليبرالي القومي هو الحزب المهيمن في برلمان الرايخستاغ. وأثناء الدعم المشترك لكل من الليبرالية والقومية، احتوى الحزب على جناحين يعكس كل منهما الادعاءات المتضاربة لتراثه الهيغلي والمثالي، الأول أكد على قوة الدولة من خلال مفهوم الدولة القومية أو (بالألمانية: Nationalstaat)‏، أما الثاني فأكد على الحريات المدنية من خلال مفهوم سيادة القانون أو (بالألمانية: Rechtsstaat)‏. وعلى الرغم من هذا الانقسام الذي أثبت لاحقًا أنه مميت لوحدته، تمكن الحزب الليبرالي القومي من البقاء كحزب محوري في العقود ما بعد الوحدة وذلك من خلال تعاونه مع كل من التقدميين والمحافظين الأحرار في مختلف القضايا السياسية.